# Préséniline 1
La préséniline 1 est une protéine dont le gène est le PSEN1 et dont la mutation est responsable de formes familiales de la maladie d'Alzheimer.

## Protéine et gène
Le gène est situé sur le chromosome 14 humain.

## Rôles
Il s'agit de l'un des quatre composants de la préséniline, qui a une activité protéolytique intervenant, entre autres, dans l'activité de la gamma secrétase. La préséniline 1 pourrait être un cofacteur de cette dernière ou jouer un rôle équivalent.
Son déficit entraîne également l'accumulation de synucléines dans des vacuoles neuronales.
La préséniline interviendrait également dans la protéolyse durant l'autophagie et dans l'homéostasie des canaux calciques.

## Maladie d'Alzheimer secondaire à une mutation sur lePSEN1
Plus de 100 mutations de ce gène ont été décrites entraînant une démence avec transmission autosomique dominante. La présentation clinique en est très variable suggérant l'intervention d'autres facteurs. la mutation la plus fréquente est nommée E280A et est décrite dans une population colombienne, avec un déficit cognitif à partir de 45 ans et un tableau démentiel à partir de 50 ans, le tableau n'étant pas, là non plus, univoque.
Ces mutations entraînent une dysfonction de la gamma secrétase dont l'un des substrats est la protéine précurseur de l'amyloïde, génératrice des plaques amyloïdes caractéristiques de la maladie d'Alzheimer.